# Christian August Clodius

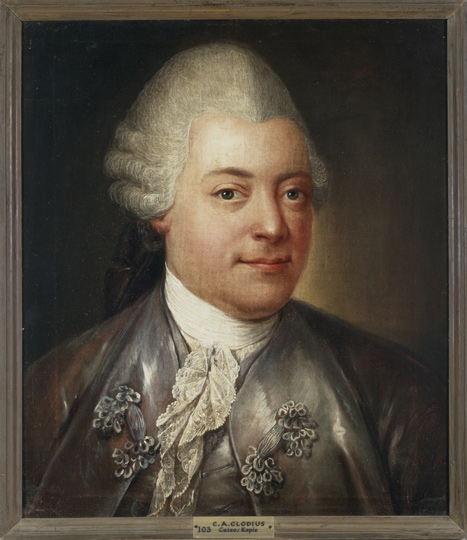
Christian August Clodius, Gemälde von Benjamin Calau nach Anton Graff, 1770, Gleimhaus Halberstadt

Christian August Clodius (auch: Klöde; * 5. Januar 1737 in Annaberg; † 30. November 1784 in Leipzig) war ein deutscher Dichter und Philosoph.

## Leben
Christian August war der Sohn des Christian Clodius (1694–1775) und der Eleonora Sophia (geb. Scheureck, 1713–1758). Er hatte von seinem Vater die erste Bildung erhalten und diese auf dem Ratsgymnasium in Cottbus erweitert. Im Jahr 1756 begann er das Studium der Philosophie an der Universität Leipzig. Wegen des Todes seiner Mutter kehrte er 1758 nach Cottbus zurück und machte dort Bekanntschaft mit Ewald Christian von Kleist. Dieser motivierte ihn, sich mehr mit der deutschen Literaturwissenschaft zu beschäftigen. Daher begab er sich wieder nach Leipzig, wo er angeregt von Christian Fürchtegott Gellert 1759 den akademischen Grad eines Magisters der philosophischen Wissenschaften erwarb und dann als Privatdozent tätig wurde.

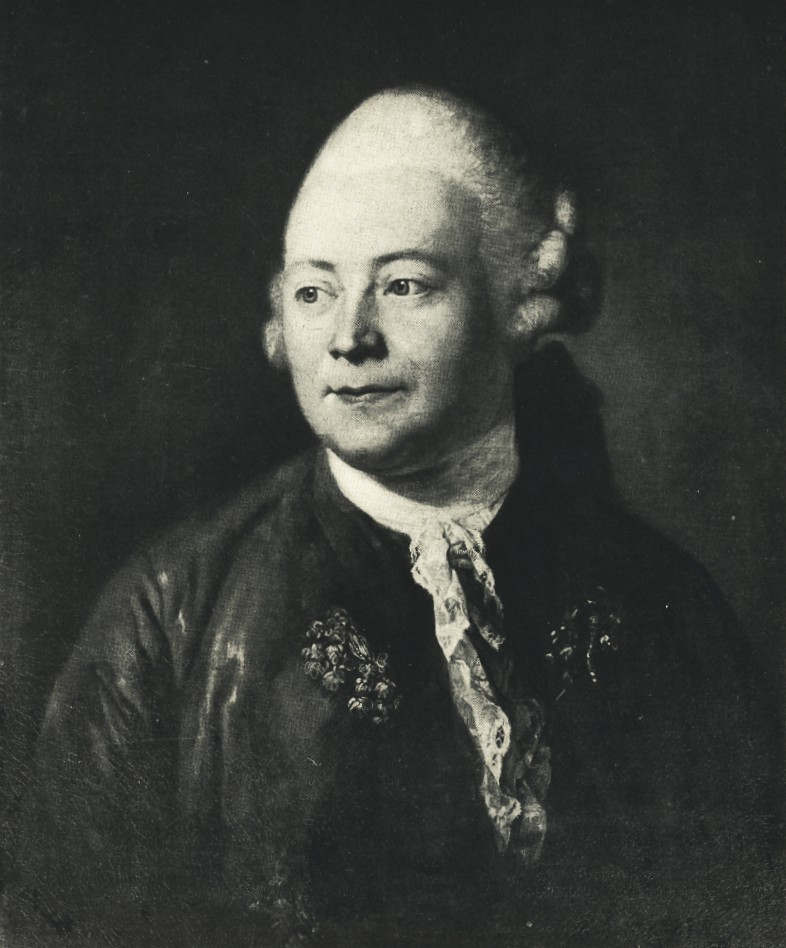
Porträt von Christian August Clodius, Anton Graff, 1769

Im Jahr 1760 wurde er außerordentlicher Professor der Philosophie und 1764 ordentlicher Professor. Nachdem er 1771 als Kollegiat in das große Fürstenkollegium aufgenommen worden war, übertrug man ihm 1778 die Professur der Logik. Im Sommersemester 1781 war er Rektor der Alma Mater und konnte 1782 seine Wunschprofessur der Dichtkunst an der Leipziger Hochschule erhalten. Von der offiziellen Gründung 1774 bis zu seinem Tod war er Mitglied und Secretar der Societas Jablonoviana.
Im Jahr 1771 heiratete er die spätere Übersetzerin und Schriftstellerin Julie, geb. Stölzel (1750–1805). Sein Sohn, der Dichter und Philosoph Christian August Heinrich Clodius erlangte ebenfalls Bedeutung.

## Werke (Auswahl)
- In reditu felici Frider. Christiani et Maria e Antoniae Princip. Saxon. patriae gratulatur. Leipzig 1762
- Praesidia eloquentiae Romanae. Leipzig 1762
- Super Quinctiliani iudicio de sublimitate Homeri exercitatio. Leipzig 1765
- Kantate auf die Ankunft der hohen Landesherrschaft in Leipzig. Leipzig 1765
- Der Patriot, ein Vorspiel. Leipzig 1766
- Ode auf die Wiederherstellung der Kurfürstin. Leipzig 1766
- Prolog bey Eröffnung des neuen Theaters in Leipzig. Leipzig 1766
- Versuche aus der Litteratur und Moral. 1-4 Stück, Leipzig 1767
- Medon, oder die Rache des Weisen. Leipzig 1768
- Demopater und Augusta, ein Drama. Leipzig 1769. 3.
- Der Patriot am Fnedrichstag. Leipzig 1769
- Gedichte auf die Huldigung. Leipzig 1769
- Der Tempel der Hofnung. Leipzig 1771
- An Hrn. Scheppingk. Leipzig 1771
- A. G. Plazio lauream secularem gratulatur facultas medica. Leipzig 1775
- Der Königstein im Ungewitter; eine Ode. Leipzig 1778
- Wahrheit und Religion. Eine Ode. Leipzig 1778
- Harmonides: Diss. de necessitudine litterarum et philosophiae P. I et II. Leipzig 1779- 4*
- in memoriam divi Jablonovii; in Actt. Societ. Jablonov. Tom. V. 1780
- Neue vermischte Schriften. Oratio 1. Teil Phocio, 2 Teil Scipio, 3 Teil Dinokrates, 4  Teil   Orosmann. Leipzig 1780, 5 u. 6 Teil, Leipzig 1787
- Genethliacon Mariae Augustae. Leipzig 1782
- Progr. Encomium Horatii. Leipzig 1783
- Odeum. 1. und 2. Teil. Leipzig 1784
- Dissertationes et Carinina. Leipzig 1787